# Luperina rotroui
Luperina rotroui är en fjärilsart som beskrevs av Rothschild 1920. Luperina rotroui ingår i släktet Luperina och familjen nattflyn. Inga underarter finns listade i Catalogue of Life.